# Psammodromus manuelae
La lagartija colilarga occidental (Psammodromus manuelae) es una especie de lagartija en la familia Lacertidae, propia de Portugal y España. Incluida anteriormente en la especie P. algirus, estudios recientes de ADN mitocondrial han demostrado que es una nueva especie.
Busak y Lawson (2006) han estimado que el aislamiento reproductivo entre las poblaciones ancestrales de P. algirus a ambos lados del estrecho de Gibraltar ocurrió hace unos 2,98-3,23 millones de años y que la separación entre P. manuelae y P. jeanneae hace 1,4-1,54 millones de años. Una alternativa a esta hipótesis la han formulado Carranza et al. (2006), según la cual la separación entre los dos clados de la península ibérica habría tenido lugar hace 3,6 millones de años y la separación entre el clado occidental, P. manuelae, y el norteafricano, P. algirus, hace 1,9 millones de años.

## Descripción
La longitud varia entre 70 y 75 mm, coloración del dorso pardo clara, pardo cobriza u olivácea, con dos líneas blancuzcas o amarillentas. Ocelos azulados a cada lado del cuerpo, de tamaño decreciente hacia la parte posterior. Los machos adultos presentan en primavera los lados de la cabeza y la garganta de color naranja y amarillo, y los costados con abundante coloración negra formando series verticales paralelas alternando con coloración amarilla.
Tienen dimorfismo sexual, los machos tienen la cabeza y la cola de mayor tamaño que las hembras.

## Distribución
Se distribuye por todo el occidente peninsular, los límites orientales de su zona están por delimitar. Especie común en toda su área, aunque más escasa en el extremo norte.

## Hábitat
Prefiere el matorral bajo de encinares y es común en jarales; habita también en pinares y robledales.

## Amenazas
La eliminación de la cobertura arbustiva en zonas ganaderas y forestales y la fragmentación de sus hábitat. En la Sierra de Guadarrama, las plantaciones de pinos en zonas ocupadas por robledales han erradicado la especie.